# ديف غالانت
ديف غالانت (بالإنجليزية: Dave Gallant)‏ هو لاعب كرة قدم بريطاني، ولد في 12 أكتوبر 1949 في ميدلزبرة في المملكة المتحدة، وتوفي بنفس المكان في 1997. لعب مع دارلينجتون إف سى وليدز يونايتد.